# Обонежская пятина
Обоне́жская пяти́на («об», в значении «вокруг», и «Онежье», от названия Онежского озера, то есть Обонежье буквально значит «местность вокруг Онежского озера») — северо-восточная пятина Новгородской земли в XV—XVIII веках.
В других источниках указано что Обонежская пятина — одна из пяти областей, по пространству наибо́льшая из пятин, на которые делилась новгородская земля до начала XVIII столетия.

## География
Как и большинство пятин, Обонежская начиналась с Новгорода и её земли охватывали восточный берег Волхова вплоть до юго-восточного берега Ладожского озера (восток современной Ленинградской области), затем Обонежская пятина охватывала берега Онежского озера (современная Карелия) и распространялась на север до Студёного моря (запад современной Архангельской области). C юго-востока и юга граница пятины шла к реке Мде, впадающей в реку Мсту, по рекам Мде и Мсте до устья и по озеру Ильмень до истока реки Волхов.
Территория пятины, XVI столетия, делилась на две половины: Заонежская и Нагорная.  Обонежская пятина граничила на юге и юго-востоке с Бежецкой пятиной.
С XI или XII столетий, новгородцы, привлеченные звериными промыслами, проникли в Важскую область, и с тех пор она была приписана к Заонежской половине Обонежской пятины, под названием «Важской десятины».

## История
Обонежская пятина известна с XII столетия. «Устав Ярослава о мостех» называет часть данной территории «Обониское сто», а в уставной грамоте русского князя Святослава Ольговича, от 1137 года, находим Обонезьскый ряд, состоявший из 14 населённых мест, на пространстве от реки Олонки до верховьев рек Ояти, Паши и Сяси, а единственный город в пятине, Олонец, был построен в 1649 году.
Первое частично сохранившееся до нашего времени описание пятины находится в писцовой книге Юрия Сабурова 7004 (1495/96, 1496) года письма Юрия Константиновича Сабурова. С XVI века делилась на Заонежскую (вокруг Онежского озера) и Нагорную (по реке Мсте) половины. Заонежская половина состояла из 45 погостов, Нагорная — из 36 погостов. О размерах пятины можно судить, например, по тому, что Деревяницкий погост Обонежской пятины находился в двух верстах от Новгорода (у Деревяницкого монастыря), а погост Спасский той же пятины — в 700 верстах, на Выго-озере, около Белого моря.
В XIV веке центром южного Обонежья становится Тихвин, тогда как северным форпостом этого края становится Соловецкий монастырь.
В 1565 году, когда великий царь Иван Грозный разделил Русское государство на опричнину и земщину, пятина вошла в состав последней, в другом источнике сказано что впоследствии в опричнину была взята Обонежская и Бежецкая пятина.
В 1773 году земли Обонежской пятины вошли в состав Олонецкой провинции, которая с 1801 года приобретает статус губернии.

## Погосты
| №  | Погост                                        | Название храма | Месторасположение (совр. название) |
| -- | --------------------------------------------- | --- | ---------------------------------- |
| 1  | Антоньевский в Дымех                          | Церковь св. Антония | оз. Дымское                        |
| 2  | Богоявленский на Сяси                         | Церковь Богоявления Господня | д. Пульницы                        |
| 3  | Введенский на Ояти                            | Церковь Введения во храм Пресвятой Богородицы, церковь Богоявления Господня, церковь свв. апп. Петра и Павла                       | ст. Оять                           |
| 4  | Иванский Вольский погост                      | Церковь Рождества Иоанна Предтечи                                                                                                  | д. Поток                           |
| 5  | Воскресенский Важинский                       | Церковь Воскресения Христова, церковь прор. Илии                                                                                   | д. Курпово                         |
| 6  | Воскресенский погост на Масельге              | Церковь Воскресения Христова | д. Усадище                         |
| 7  | Воскресенский на р. Сяси                      | Церковь Воскресения Христова | д. Воскресенское                   |
| 8  | Воскресенский Липенский                       | Церковь Воскресения Христова | д. Липная Горка                    |
| 9  | Воскресенский в Лучанах                       | Церковь Воскресения Христова | д. Лученская Горка                 |
| 10 | Георгиевский Шеменский погост                 | Церковь св. вмч. Георгия Победоносца                                                                                               | д. Екимовская                      |
| 11 | Георгиевский Юксовский погост                 | Церковь св. вмч. Георгия Победоносца                                                                                               | д. Родионово                       |
| 12 | Дмитриевский на Капше                         | Церковь св. вмч. Димитрия Солунского                                                                                               | д. Кобякова Горка                  |
| 13 | Дмитриевский в Сотских                        | Церковь св. вмч. Димитрия Солунского                                                                                               | д. Ефремково                       |
| 14 | Егорьевский на Паше на Кожеле                 | Церковь св. вмч. Георгия Победоносца, церковь Покрова Пресвятой Богородицы, церковь Пресвятой Троицы                               | д. Горка                           |
| 15 | Егорьевский в Койвушах                        | Церковь св. вмч. Георгия Победоносца                                                                                               | д. Дмитрово                        |
| 16 | Егорьевский погост в Озереве                  | Церковь св. вмч. Георгия Победоносца                                                                                               | д. Озерево                         |
| 17 | Ильинский Винецкий погост                     | Церковь св. прор. Илии, церковь св. вмч. Георгия Победоносца, церковь Рождества Пресвятой Богородицы                               | с. Винницы                         |
| 18 | Ильинский на р. Сяси                          | Церковь св. прор. Илии | д. Свирь                           |
| 19 | Климецкий в Колбеках                          | Церковь сщмч. Климента Римского | д. Колбеки                         |
| 20 | Михайловский в Тервеничах                     | Церковь Архангела Михаила, церковь Успения Пресвятой Богородицы                                                                    | д. Тервеничи                       |
| 21 | Михайловский в Гедевичах                      | Церковь Архангела Михаила, Церковь свв. мчч. Бориса и Глеба                                                                        | д. Сторожево                       |
| 22 | Михайловский в Чёрной                         | Церковь Архангела Михаила | д. Половное                        |
| 23 | Михайловский в Озёрах                         | Церковь Архангела Михаила | д. Окулово                         |
| 24 | Никольский погост на Ояти                     | Церковь свт. Николая Чудотворца | д. Новинка                         |
| 25 | Никольский на Пашозере                        | Церковь свт. Николая Чудотворца | д. Пашозеро                        |
| 26 | Никольский в Пелушах                          | Церковь свт. Николая Чудотворца | оз. Пелушское                      |
| 27 | Никольский Бельский на Пчеве                  | Церковь свт. Николая Чудотворца | д. Белая                           |
| 28 | Никольский на Сяси                            | Церковь свт. Николая Чудотворца | д. Наволок                         |
| 29 | Никольский на волоке Хотеславле               | Церковь свт. Николая Чудотворца | д. Анисимово                       |
| 30 | Никольский Суглицкий погост                   | Церковь свт. Николая Чудотворца | д. Журавлево                       |
| 31 | Никольский погост на Явосьме                  | Церковь свт. Николая Чудотворца, Церковь свв. мчч. Бориса и Глеба                                                                  | д. Заречье                         |
| 32 | Никольский Яндебский погост                   | Церковь свт. Николая Чудотворца | д. Яндеба                          |
| 33 | Никольский Ярославичский (Ярославский)        | Церковь свт. Николая Чудотворца | д. Спирово                         |
| 34 | Петровский в Мелегеже                         | Церковь свв. апп. Петра и Павла | д. Новоандреево                    |
| 35 | Петровский на Пчеве                           | Церковь свв. апп. Петра и Павла | д. Петровское                      |
| 36 | Пречистенский на Тихвинке                     | Церковь Успения Пресвятой Богородицы                                                                                               | г. Тихвин                          |
| 37 | Пятницкий погост                              | Церковь св. вмч. Параскевы Пятницы                                                                                                 | д. Борутино                        |
| 38 | Рождественский погост на р. Вороне (Воронеге) | Церковь Рождества Пресвятой Богородицы                                                                                             | д. Вороново                        |
| 39 | Рождественский Каковский погост               | Церковь Рождества Пресвятой Богородицы                                                                                             | оз. Каковское                      |
| 40 | Рождественский в Остречинах                   | Церковь Рождества Пресвятой Богородицы, церковь Покрова Пресвятой Богородице, церковь свт. Николая Чудотворца                      | д. Воробьево (р. Ивина)            |
| 41 | Рождественский погост на Ояти                 | Церковь Рождества Пресвятой Богородицы и свт. Николая Чудотворца                                                                   | д. Имоченицы                       |
| 42 | Рождественский на устье Паши                  | Церковь Рождества Христова, церковь свт. Николая Чудотворца                                                                        | д. Надкопанье                      |
| 43 | Рождественский погост в Пиркиничах            | Церковь Рождества Христова, церковь свт. Николая Чудотворца с приделом свт. Иоанна Златоуста, церковь Покрова Пресвятой Богородицы | ур. Пиркиничи                      |
| 44 | Рождественский на Сяси                        | Церковь Рождества Христова | с. Колчаново                       |
| 45 | Спасо-Преображенский на Шугозере              | Церковь Преображения Господня | пос. Шугозеро                      |
| 46 | Спасо-Преображенский на Шижне                 | Церковь Преображения Господня, церковь Успения Пресвятой Богородицы                                                                | д. Исаково                         |
| 47 | Успенский Яблонецкий погост                   | Церковь Успения Пресвятой Богородицы                                                                                               | д. Мятусово                        |
| 48 | Успенский Сясьский погост                     | Церковь Успения Пресвятой Богородицы                                                                                               | г. Сясьстрой                       |
| 49 | Троицкий на Златыни                           | Церковь Пресвятой Троицы | д. Иссад                           |